# Nep (mythologie)
Pour les articles homonymes, voir NEP.
Dans la mythologie nordique, Nep, ou Nepr en vieux norrois (l'étymologie de ce nom est obscure), est le père de la déesse Nanna. Cette information est fournie par la seule Gylfaginning de Snorri Sturluson (32, 49). Snorri fait également figurer Nep dans une thula (liste) des fils d'Odin (Skáldskaparmál, 75). Il n'est pas autrement évoqué.